# Benbecula
Benbecula (en gaélico escocés: Beinn na Faoghla) es una isla de las Hébridas que forma parte de la región Western Isles en la costa atlántica de Escocia. En el censo de 2001, tenía una población de 1249 habitantes, la mayoría de ellos católicos. Es administrada por el Comhairle nan Eilean Siar del Consejo de Western Islands.
La isla está situada entre las de North Uist y South Uist, con las cuales está comunicada por carretera en calzada elevada. De su aeropuerto salen vuelos a Glasgow, Stornoway, Inverness y Barra. No hay ferris que lleven directamente de Benbecula a Escocia.
El principal asentamiento de Benbecula es Balivanich (gaélico escocés: Baile a'Mhanaich) al noroeste, que es el centro administrativo de las tres islas que conforman el grupo, así como sede del aeropuerto y del banco.
Otra población importante en la isla es Craigstrome, cerca del punto más alto de la misma, Ruabhal, en la mitad oriental de Benbecula, a 124 m s. n. m. (metros sobre el nivel del mar). En contraste con la zona cultivada occidental, en la zona oriental hay muchos lagos y riachuelos.
La villa de Lionacleit goza también de importancia, por ser la sede de la principal escuela secundaria de las islas, y por contar con un centro deportivo, un pequeño museo y una biblioteca.